# My Soul to Take
My Soul to Take, también conocida como Espíritus o Almas condenadas, es una película de terror slasher de 2010, escrita y dirigida por Wes Craven. Es la primera película desde 1994 con Wes Craven’s New Nightmare que él escribió y dirigió. La película no fue exitosa en la taquilla, y fue recibida vagamente por los críticos.

## Argumento
El hombre de familia, Abel Plenkov (Raúl Esparza), que sufre de trastorno de identidad disociativo, descubre accidentalmente que es el Riverton Ripper, un asesino en serie enmascarado local. Después de matar a su esposa embarazada, Sarah (Alexandra Wilson), y luego a su psiquiatra, lo derriban y se lo llevan en una ambulancia, dejando huérfanos a su pequeña hija Leah y a su hijo prematuro. De camino al hospital, un paramédico (Danai Gurira) sugiere que el propio Plenkov es inocente pero que alberga múltiples almas, siendo El Destripador una de ellas. Cerca de la muerte, Plenkov revive inesperadamente, cortando al paramédico en la garganta, causando que la ambulancia se estrelle y se queme, aparentemente escapando.
Dieciséis años después, "Los Siete de Riverton": el ciego, Jerome (Denzel Whitaker), el perdedor, Alex (John Magaro), el imaginativo, Jay (Jeremy Chu), el tímido, Bug (Max Thieriot), la religiosa, Penélope (Zena Grey), la hermosa, Bretaña (Paulina Olszynski), y el deportista, Brandon (Nick Lashaway), reunidos para el ritual anual de "matar" a un títere de El Destripador para evitar, supersticiosamente, su regreso. Bug es elegido, pero falla. Poco después, Jay es asesinado por el Destripador, que reapareció.
En la escuela, Brandon atormenta a Bug y Alex por orden de Fang (Emily Meade). Bug y Alex deciden espiar a Fang para ver si Brittany está enamorada de ella. Durante su vigilancia, Fang alega cruelmente que Bug había estado previamente en instituciones por matar personas. Bug comienza a tener episodios en los que imita, sin ser consiente, a Los Siete de Riverton. Penélope, habiendo predicho el regreso del Destripador y sus muertes, es la siguiente en morir. Brandon y Brittany descubren su cuerpo en el bosque y ambos son asesinados a puñaladas también.
Esa noche, Fang, quien revela ser la hermana de Bug, llamada Leah, le da a su hermano un regalo de cumpleaños: un caballito de madera creado por Abel Plenkov. Enojada, ella revela la verdad que había estado escondida durante mucho tiempo: ambos son hijos de Abel y ella es la hija que él no pudo matar; Bug había sobrevivido en el útero de su madre muerta, aunque nació prematuramente. Todos lo vieron como un milagro, lo que hizo que Fang abrigara un resentimiento de por vida hacia él; ella había quedado traumatizada por el evento, pero él seguía siendo inocente de su memoria. Los dos se reconcilian, pero son informados de los recientes asesinatos.
Alex visita a un Bug angustiado y teoriza que el alma malvada del Destripador saltó a uno de Los Siete de Riverton, lo que los obligó a matar a los demás. Alex le confiesa que mató a su abusivo padrastro. El detective Patterson (Frank Grillo) llega a su casa para detenerlo, dado que encontraron su celular en el bolso de Brittany. Bug descubre a su madrastra muerta. El Destripador aparece, mata al detective Patterson y luego de una breve pelea, Fang aparece. Justo cuando Bug está a punto de ser asesinado, el Destripador escucha un ruido en el piso de arriba. Bug regresa a su habitación y descubre a Jerome, herido de muerte, en su armario. Después de que Jerome muere, Alex reaparece y sugiere que Bug heredó el trastorno de identidad disociativo de su padre y, sin saberlo, había matado a todos. Bug rechaza esta idea. Las almas de Los Siete muertos ahora son parte de él, y juntas lo ayudan a deducir que Alex es, de hecho, el que tiene el alma del Destripador. Alex admite culpa y confiesa su venganza. Propone que maten a Fang y atribuyan los asesinatos a Jerome para que parezcan héroes. Bug se niega, apuñalando a Alex en el estómago. Liberado del alma del Destripador, Alex muere como él mismo en un momento conmovedor entre mejores amigos.
Aunque Bug espera ser arrestado, Fang le cuenta todo a la policía, limpiando su nombre. El pueblo lo proclama héroe. A pesar de no sentirse como tal, narra que "fingirá bien" para honrar la memoria de Alex.

## Elenco
- Max Thieriot - Adam 'Bug' Hellerman
- John Magaro - Alex Dunkleman
- Denzel Whitaker - Jerome King
- Zena Grey - Penelope Bryte
- Nick Lashaway - Brandon O'Neil
- Paulina Olszynski - Brittany Cunningham
- Jeremy Chu - Jay Chan
- Emily Meade - Leah 'Fang' Hellerman
- Raúl Esparza - Abel Plenkov
- Jessica Hecht - May Hellerman
- Frank Grillo - Det. Frank Patterson
- Danai Gurira - Jeanne-Baptiste
- Harris Yulin - Dr. Blake
- Shareeka Epps - Chandelle
- Dennis Boutsikaris - Principal Pratt
- Félix Solís - Mr. Kaiser

## Producción
La producción comenzó en abril de 2008, originalmente destinada a lanzarse en octubre de 2009. Craven describió el asesino en marzo de 2009 como "una figura que vive debajo del río", come la corteza, y vive en los bosques desde su supuesta muerte. La película es producida por Anthony Katagas e Iya Labunka, la esposa de Craven.

### Conversión a 3D
La película fue filmada en 2D. Fue sólo debido a la creciente popularidad de las películas en 3D en ese momento que se tomó la decisión de convertirla a 3D.

## Lanzamiento
La película fue lanzada el 8 de octubre de 2010 y estuvo en 3-D. My Soul to Take fue lanzada en DVD y Blu-ray el 8 de febrero.